# Atalo II

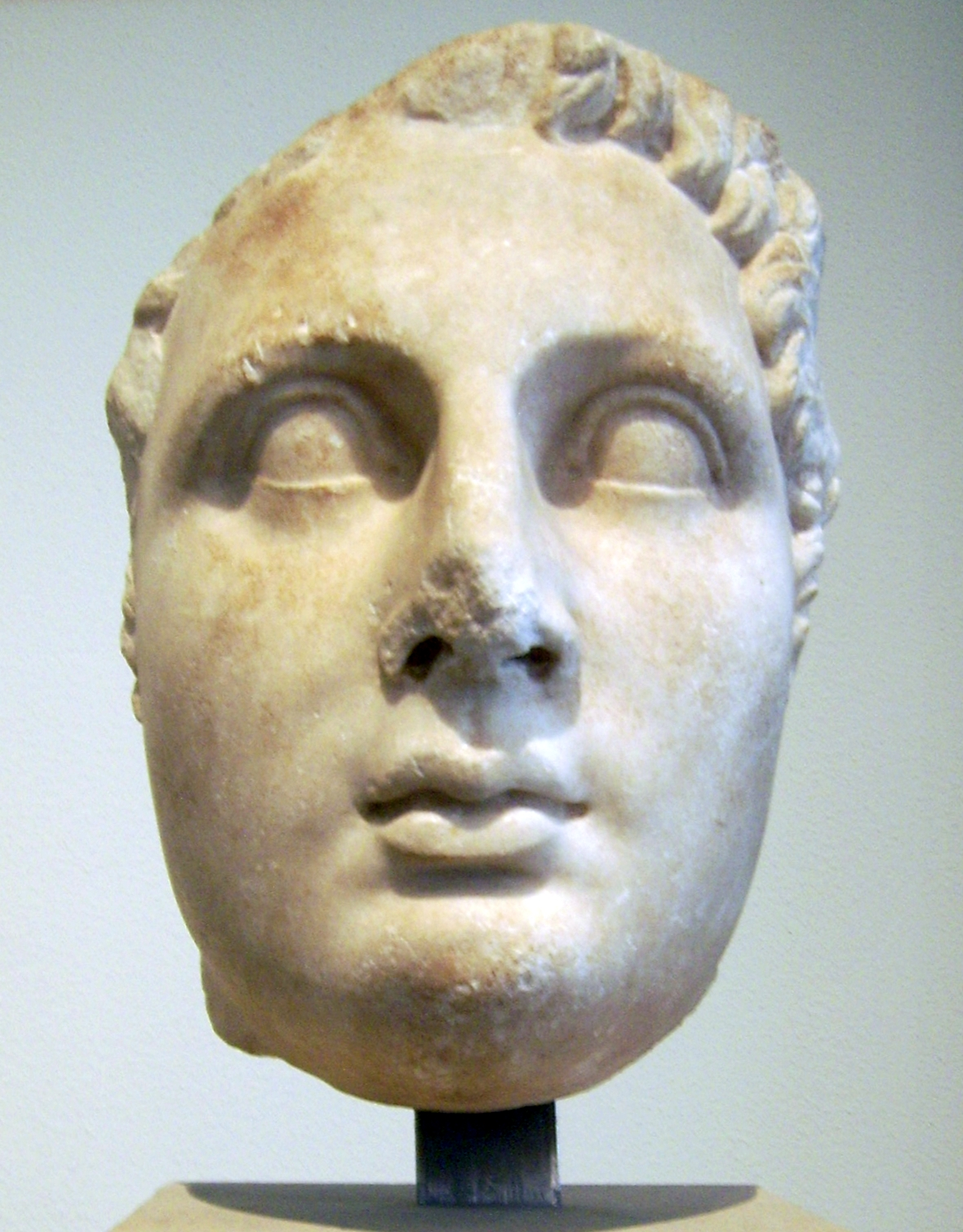
Fragmento de retrato de Atalo II o Atalo III ¿?.

Atalo II Filadelfo (en griego antiguo: Ἄτταλος Β΄ ὁ Φιλάδελφος) (220 a. C.-138 a. C.) fue un rey de Pérgamo. Era el segundo hijo de Atalo I Sóter y la reina Apolonis, y ascendió al trono tras la muerte de su hermano mayor Eumenes II en el 159 a. C., tras casarse con la reina viuda Estratonice de Pérgamo.
Antes de ser rey, Atalo había sido un destacado general. En el 190 a. C. hizo frente con éxito a una invasión de los seléucidas, y el año siguiente, dirigió sus fuerzas para luchar junto con el ejército romano bajo las órdenes de Cneo Manlio Vulsón en Galacia. En el 182 a. C. volvió a luchar contra los seléucidas, uniéndose al ejército de Farnaces I del Ponto. Por último, volvió a ayudar a los romanos en el 171 a. C. aliado a Publio Licinio Craso en Grecia durante la tercera guerra macedónica.
Atalo también realizó varias misiones diplomáticas en Roma y se ganó la estima de los romanos. En cierto momento, estos le ofrecieron apoyo para destronar a su hermano, pero no aceptó. Cuando ascendió al trono, los romanos le apoyaron en su guerra contra Prusias II de Bitinia en 156 a. C.-154 a. C. y se pusieron de su parte para ayudar al pretendiente Alejandro Balas a arrebatar el trono seléucida a Demetrio I en el 150 a. C. y, al año siguiente, en ayuda de Nicomedes II para que destronase a su padre Prusias II de Bitinia.
Expandió su reino con la ayuda de su buen amigo Ariarates V de Capadocia, y fundó las ciudades de Filadelfia y Atalea. Fue un famoso patrón de las artes y las ciencias, e inventor de un nuevo tipo de bordado. En su vejez, confió algunas tareas de gobierno a su primer ministro, llamado Filopemen.